# Subhash Ghai
Subhash Ghai (Nagpur, 24 gennaio 1945) è un regista, produttore cinematografico, montatore e attore indiano.
Ha iniziato la sua carriera a Bollywood negli anni settanta, anche se i successi sono arrivati nei due decenni successivi, soprattutto con film come Karz, Karma, Saudagar, Pardes e Taal.

## Filmografia

### Regista
- Kalicharan (1976)
- Vishwanath (1978)
- Gautam Govinda (1979)
- Karz (1980)
- Krodhi (1981)
- Vidhaata (1982)
- Hero (1983)
- Meri Jung (1985)
- Karma (1986)
- Ram Lakhan (1989)
- Saudagar (1991)
- Khalnayak (1993)
- Pardes (1997)
- Taal (1999)
- Yaadein (2001)
- Kisna: The Warrior Poet (2005)
- Black & White (2008)

### Produttore
- Hero (1983)
- Ram Lakhan (1989)
- Saudagar (1991)
- Khalnayak (1993)
- Trimurti (1995)
- Pardes (1997)
- Taal (1999)
- Yaadein (2001)
- Joggers' Park (2003)
- Aitraaz (2004)
- Kisna: The Warrior Poet (2005)
- Iqbal (2005)
- 36 China Town (2006)
- Shaadi Se Pehle (2006)
- Apna Sapna Money Money (2006)
- Good Boy, Bad Boy (2007)
- Black & White  (2008)

### Attore
- Taqdeer (1967)
- Aradhana (1969)
- Umang (1970)
- Dhamkee (1973)
- Khaan Dost (1976)
- Hero (1983)
- Karma (1986)
- Ram Lakhan (1989)
- Khalnayak (1993)
- Pardes (1997)
- Taal (1999)
- Yaadein (2001)
- Om Shanti Om (2007)